# Нутэпэльмен
Нутэпэльме́н — национальное чукотское село в Иультинском районе Чукотского автономного округа России.
20 октября 2010 года сельское поселение Нутэпэльмен было упразднено, а территория в границах сельского поселения Нутэпэльмен включена в состав межселенной территории Иультинского муниципального района.

## География
Село расположено на восточной косе у входа в лагуну Пынгопильхин Чукотского моря. Неподалёку от села, на острове в Колючинской губе, находится полярная станция.
Название в переводе с чук. Нутэпылмын — «земля во мгле» (от чук. нутэ/нота «земля» + пылмын «мгла»).

## Население
| 2002 | 2009 | 2010 | 2011 | 2012 | 2013 | 2019 |
| ---- | ---- | ---- | ---- | ---- | ---- | ---- |
| 155  | ↗166 | ↘157 | ↗174 | ↘161 | →161 | ↗171 |
| 2021 |      |      |      |      |      |      |
| ↘133 |      |      |      |      |      |      |

## Транспорт
Транспортная связь с ближайшим населённый пунктом — селом Ванкарем в летний период осуществляется морским путём с помощью вельбота, время в пути — 3-4 часа. С райцентром налажено воздушное сообщение (вертолёт), регулярные рейсы осуществляется 2 раза в месяц, стоимость одного билета составляет 1000 руб. Каждый сезон устраивается автозимник протяжённостью 194 км до 122 км автомобильной дороги «Эгвекинот — Мыс Шмидта».

## Экономика и социальная инфраструктура
Основное занятие местных жителей — оленеводство, рыболовство и морзверобойный промысел.
В селе есть начальная школа-детский сад, центр досуга и народного творчества, библиотека, почта, узел связи, магазин. В 2000-х годах была проведена коренная реконструкция села — построены новые комфортабельные коттеджи, установлена станция спутниковой связи, подключён интернет. При этом Нутепельмен, так же как и Ванкарем, остаются единственными населёнными пунктами на Чукотке, где отсутствует сотовая связь.
Электроснабжение села обеспечивается местной дизельной электростанцией мощностью 0,5 МВт. Подвоз воды для коммунальных нужд осуществляется от расположенного в 2 км от поселения озера бочками с помощью тракторных волокуш, в летний период монтируется временный водовод.
Улицы села: Валянай, Колючинская, Школьная, Южная.

## Культурное наследие
В окрестностях поселения находится уникальный памятник истории: чукотское укрепление в виде кольца из вертикально поставленных каменных плит времён войн чукчей с казаками Дмитрия Павлуцкого.